# Grand'Rue (Strasbourg)
Pour les articles homonymes, voir Grand-Rue.
La Grand'Rue (en allemand Lange Strasse, en alsacien Langstross) est l'une des principales rues commerçantes du centre-ville de Strasbourg.

## Localisation et accès
Située sur la Grande Île de Strasbourg, la Grand'Rue est l'un des principaux axes du centre-ville de Strasbourg. Dans le prolongement de la rue Gutenberg, de la rue des Hallebardes et de la rue des Juifs, elle permet de traverser la Grande Île d'Ouest en Est.
La Grand'Rue est desservie par les transports en commun dont les lignes A et D du tramway à son extrémité Est et par les lignes B et F ainsi que par la ligne 4 du réseau de bus à son extrémité Ouest.

## Toponymie
Strata superior (rue supérieure) est le premier nom connu de cette rue. D'origine romaine, ce nom est remplacé au XIIIe siècle par celui d'Oberstrasse, traduit littéralement par « Rue Haute » à la suite du rattachement de la ville au royaume de France et à la francophonisation progressive de l'ancienne ville libre impériale. La rue se situait en effet à l'origine sur un talus artificiel, ce qui explique l'utilisation du qualificatif « haut ».
Le terme de Grand'Rue, traduit en allemand par Langstrasse et en alsacien par Langstross, est utilisé à partir du XVIIIe siècle et demeure le nom de la rue à l'exception de la période révolutionnaire qui lui voit attribuer le nom de « Rue des Jacobins ».
Tout comme de nombreuses rues et places à Strasbourg et dans les régions annexées par l'Allemagne, la Grand'Rue retrouve son nom allemand de Langstrasse lors des périodes d'annexions allemandes.
Une partie de la rue, située entre la rue des Francs-Bourgeois et la place Gutenberg, a été renommée en « Rue Gutenberg » à la suite de la Grande Percée qui l'a séparée du reste de la Grand'Rue.

## Histoire
Dans Argentoratum, la Grand'Rue se situait à l'extérieur du castrum dans le prolongement de la rue des Hallebardes. Vers l'Ouest, la Grand rue rejoint la bien-nommée « route des Romains » allant vers Tres Tabernæ, actuelle ville de Saverne. 
Les premières personnes à s'installer le long de la Grand'Rue sont des civils travaillant pour la garnison de la ville aux Ier et IIe siècles de notre ère. Leur installation est ponctuée de périodes d'insécurités suivant les défaites de Rome en Germanie, qui replace Argentoratum à la frontière de l'Empire, puis avec l'affaiblissement de l'Empire romain et les invasions germaines qui vide la rue de ses habitants.  

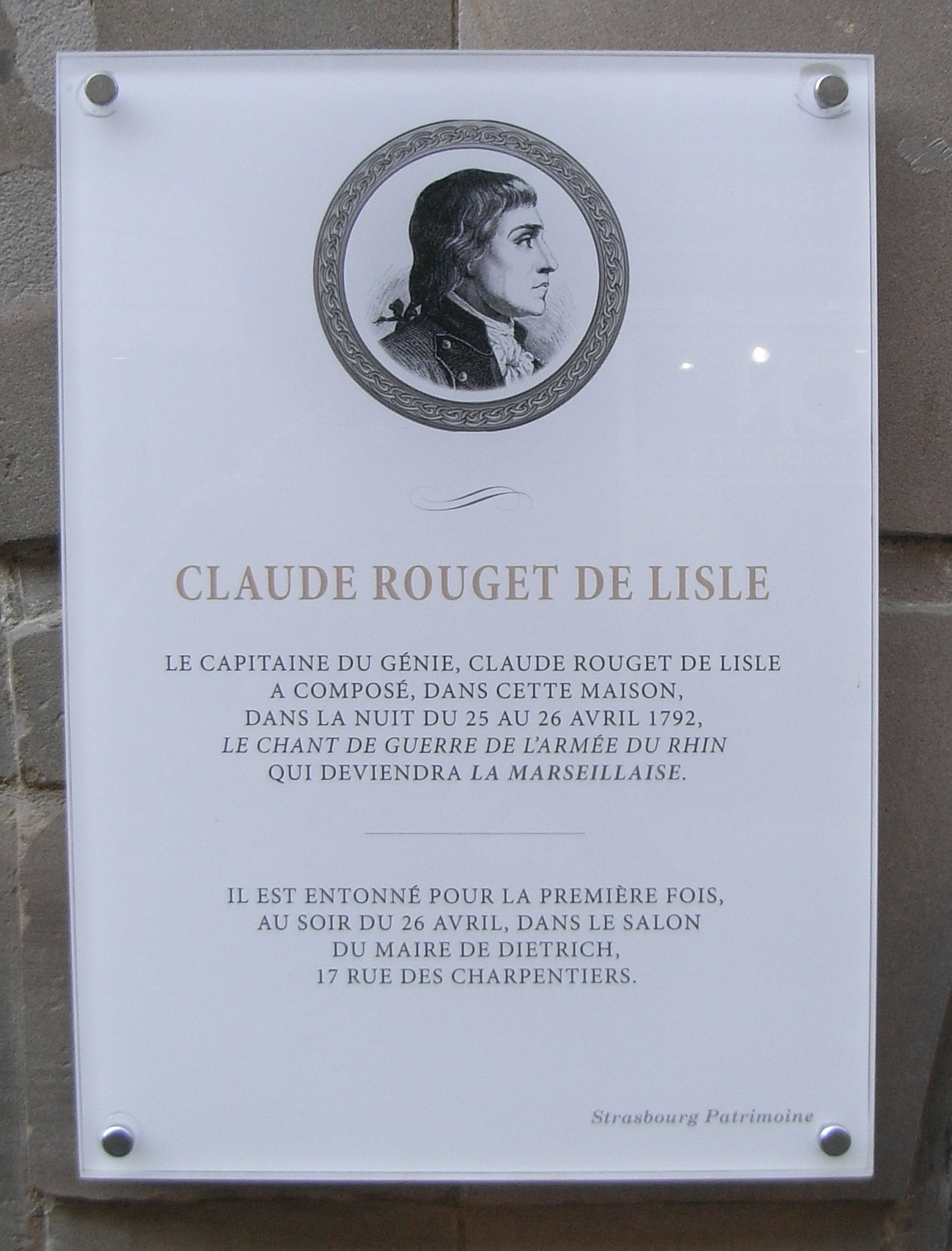
Plaque sur la maison de Rouget de Lisle au n°81 Grand'Rue commémorant la création de la future Marseillaise.

La rue se repeuple durablement à partir de la fin du XIe siècle avec l'agrandissement de la ville, qui voit l'intégration de la Grand'Rue dans les nouvelles murailles de la cité. 
La Grand'Rue suit alors l'histoire de la ville de Strasbourg, histoire que l'on retrouve dans le bâti encore visible aujourd'hui. Les bâtiments de style Renaissance et baroque permettent de retracer l'essor de la rue et de la ville au Moyen Âge et à l'époque moderne. Quelques maisons de style wilhelmien rappelle par ailleurs l'histoire mouvementée de la ville de Strasbourg et de ses annexions successives. 
Tout comme le quartier voisin de la petite France, la Grand'Rue a pendant un temps eu une réputation de quartier mal famé, réputation aujourd'hui révolue, la rue étant devenue l'une des principales artères commerçantes de Strasbourg.         

## Bâtiments remarquables
- N° 3 : Église Saint-Pierre-le-Vieux (partie protestante, la partie catholique donne sur la rue du 22-Novembre). Plusieurs épitaphes baroques sont murées dans la façade[2]. Classé en 1981[3].
- N° 8 : Maison à encorbellement du XVIIe siècle. On peut y distinguer plusieurs têtes sculptées dans les poutres[2]. Classé en 1929[4].
- N°79 : Hôtel particulier du XVIIIe siècle, dit « Hôtel Ferrier ». Originellement construit dans un style rococo en 1766, l'hôtel connaît une transformation dans un style néo-classique en 1790 alors propriété du négociant Ferrier[5]. L'historien Fustel de Coulanges y a séjourné entre 1860 et 1870[6]. Classé en 1930[7].
- N°101 : Maison Renaissance, daté de 1587. Classé en 1929[8].
- N° 103 : Maison bourgeoise du XVIIIe siècle.
- N° 120 : Hôtel particulier du XVIe siècle, dit « Hôtel des Zorn de Bulach », construit vers 1540. Il a appartenu à plusieurs grandes familles alsaciennes dont les Mieg, les Dietrich et les Zuckmantel de Brumath avant d'être acquis par les Zorn de Bulach, dont l'hôtel porte encore le nom aujourd'hui[9]. Classé en 1929[10].
- N° 126 : Hôtel particulier du XVIIIe siècle, dit « Hôtel de Choisy ». Reconstruit par le sellier Jean-Baptiste Choisy en 1765[6]. Classé en 1929[11].

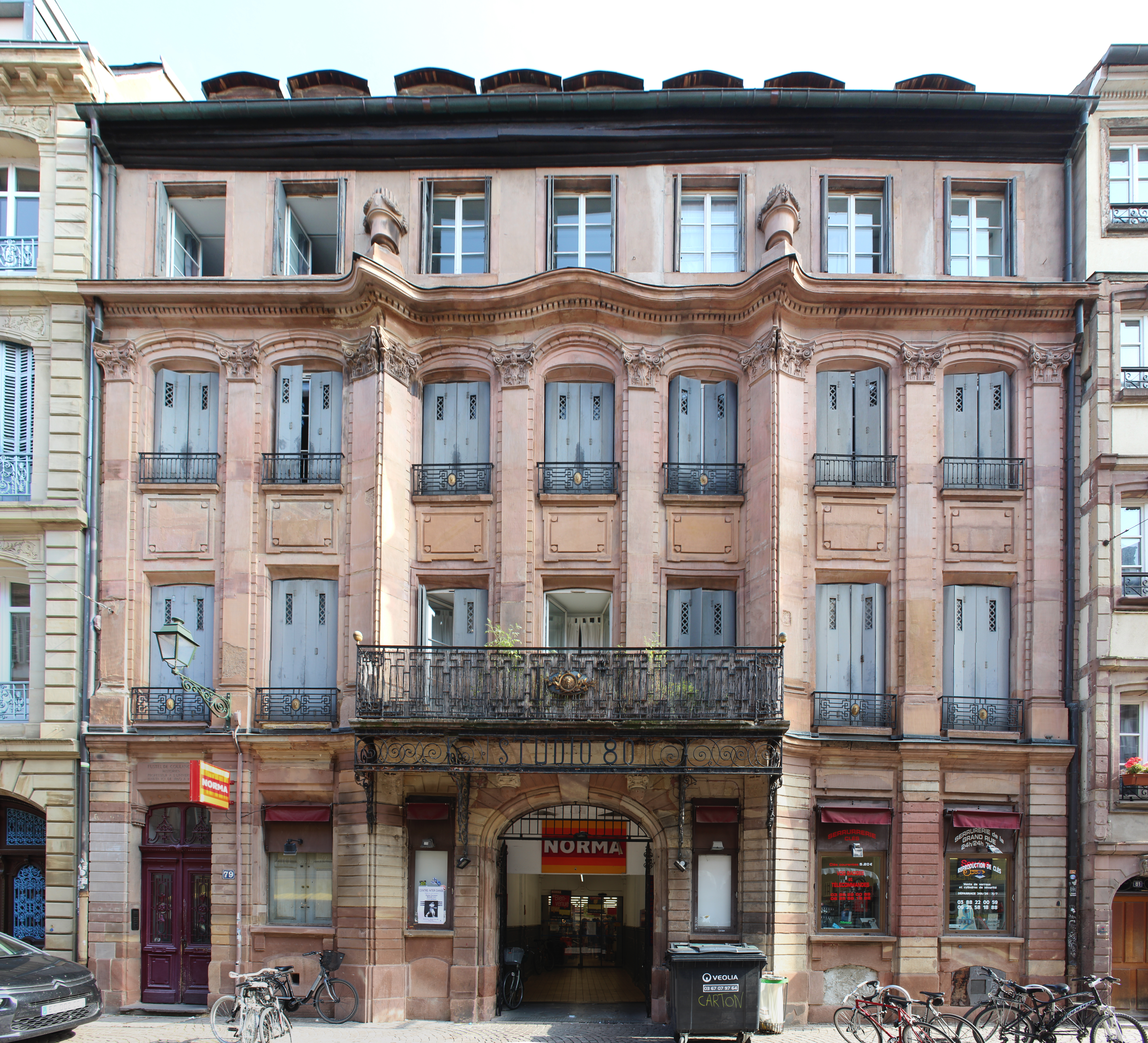
Façade de l'Hôtel Ferrier.
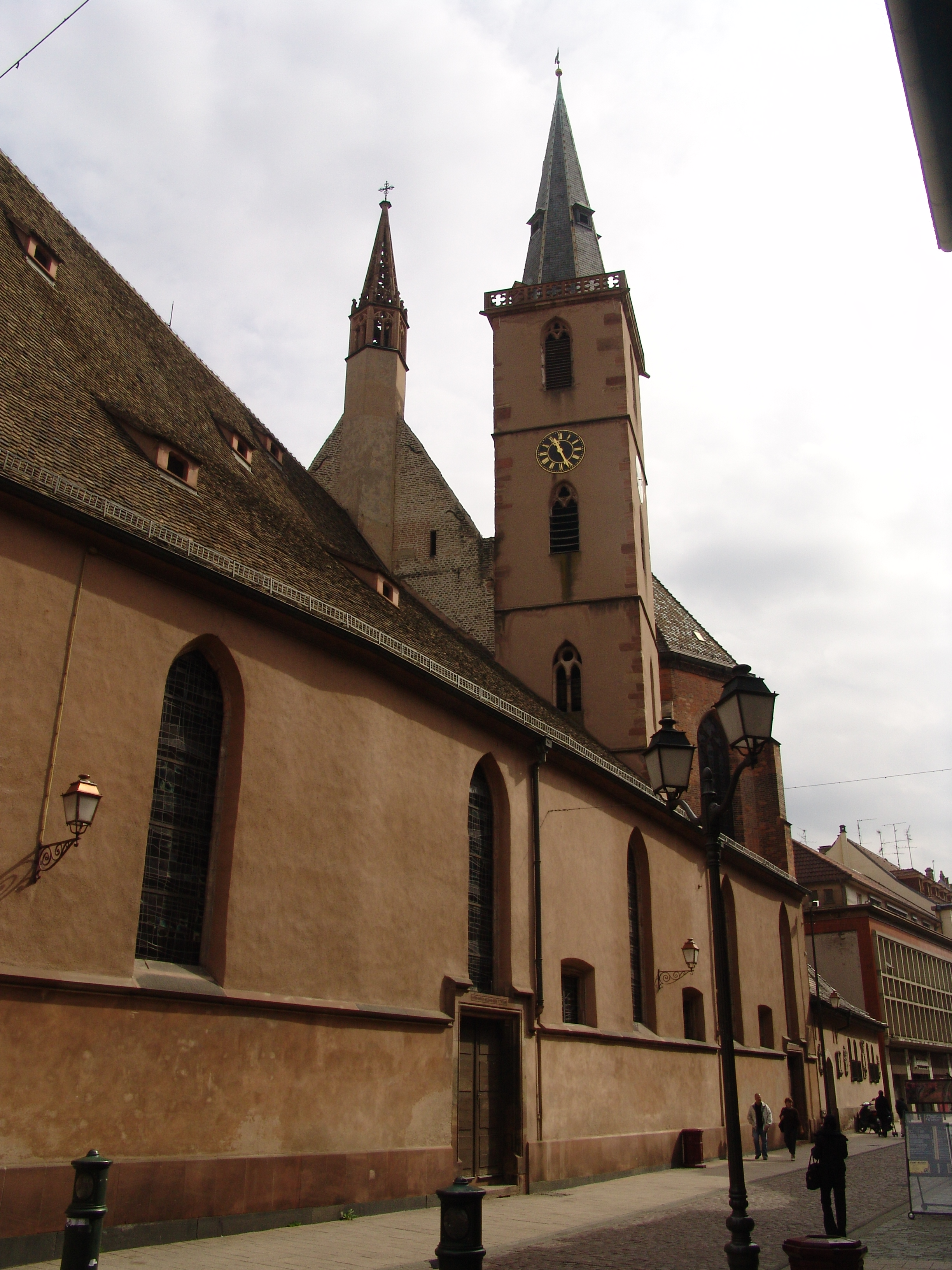
Façade et clocher de l'Église protestante Saint-Pierre-le-Vieux.
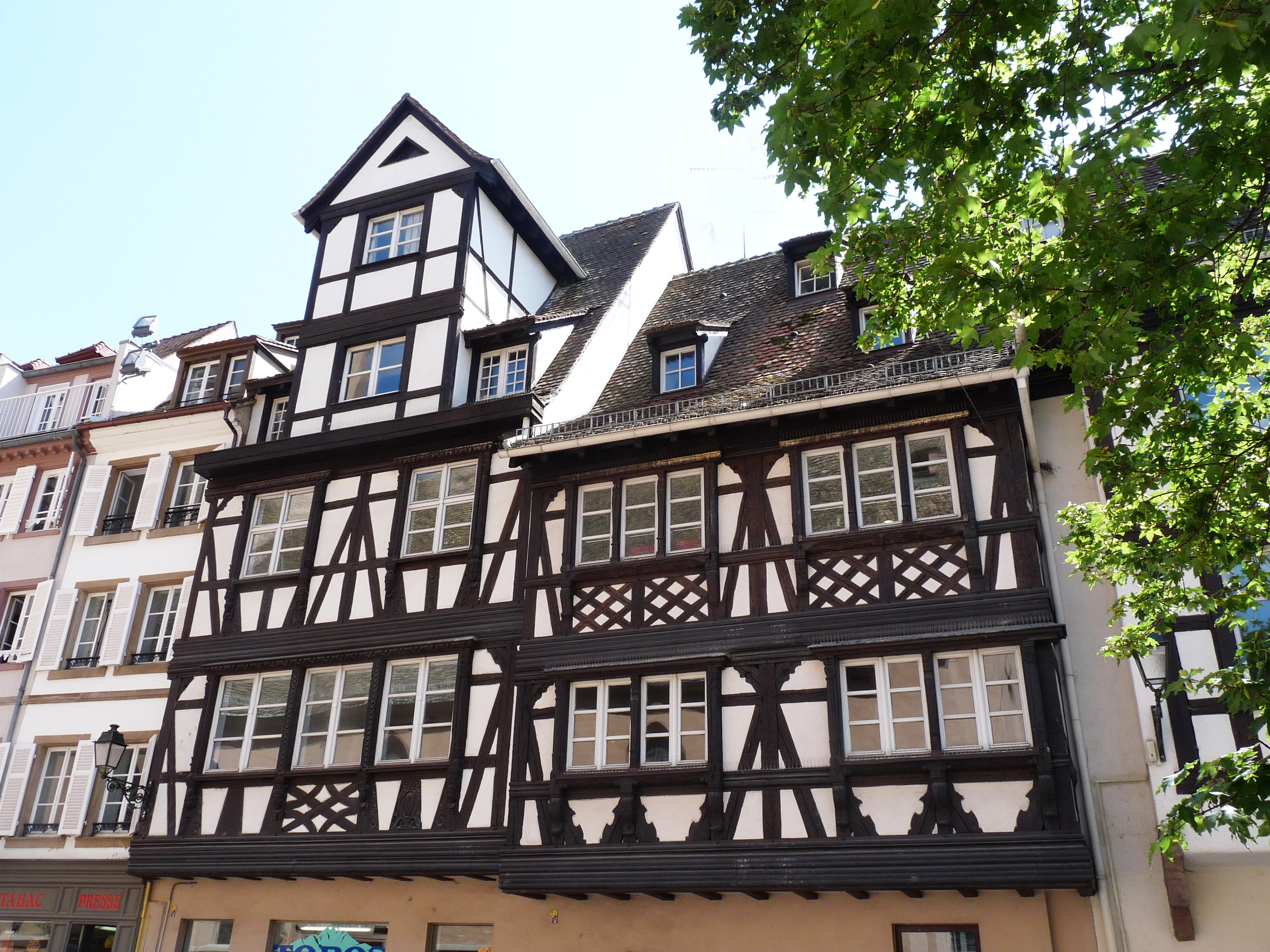
Maisons à colombages et encorbellement aux n°6 et 8 Grand'Rue.
Façade Renaissance du n°101.
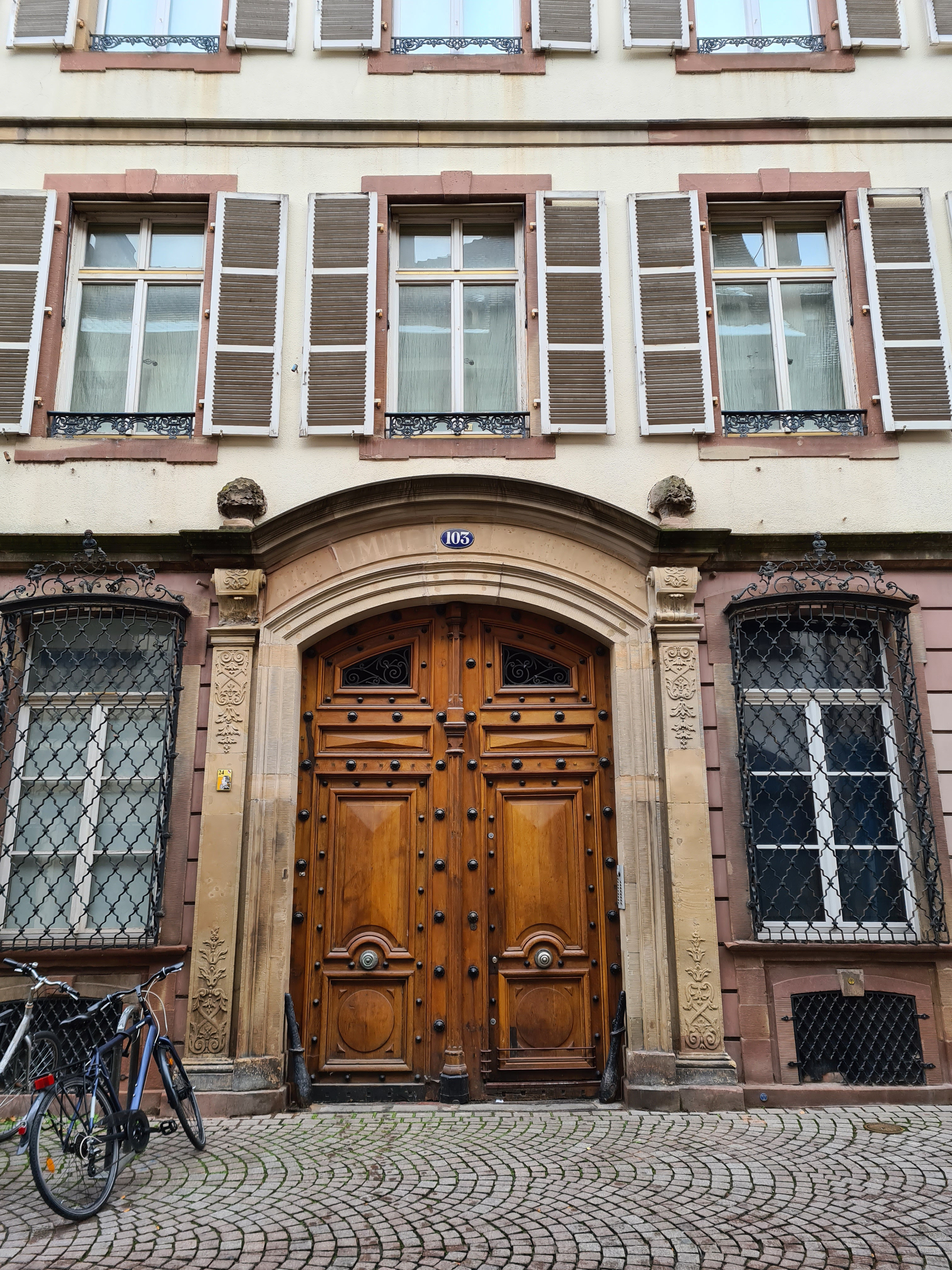
Portail de l'entrée du n°103.
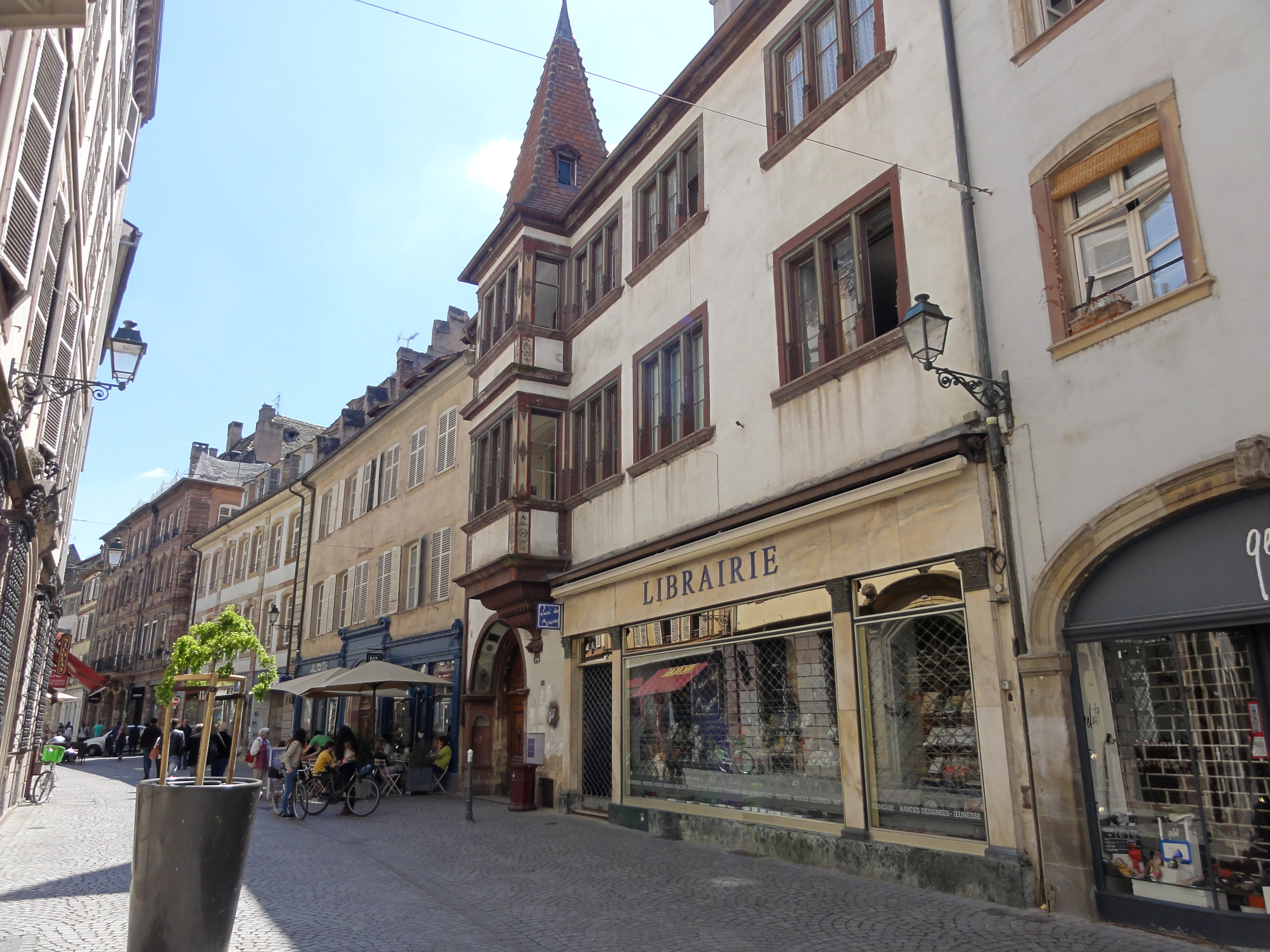
Façade de l'Hôtel des Zorn de Bulach.
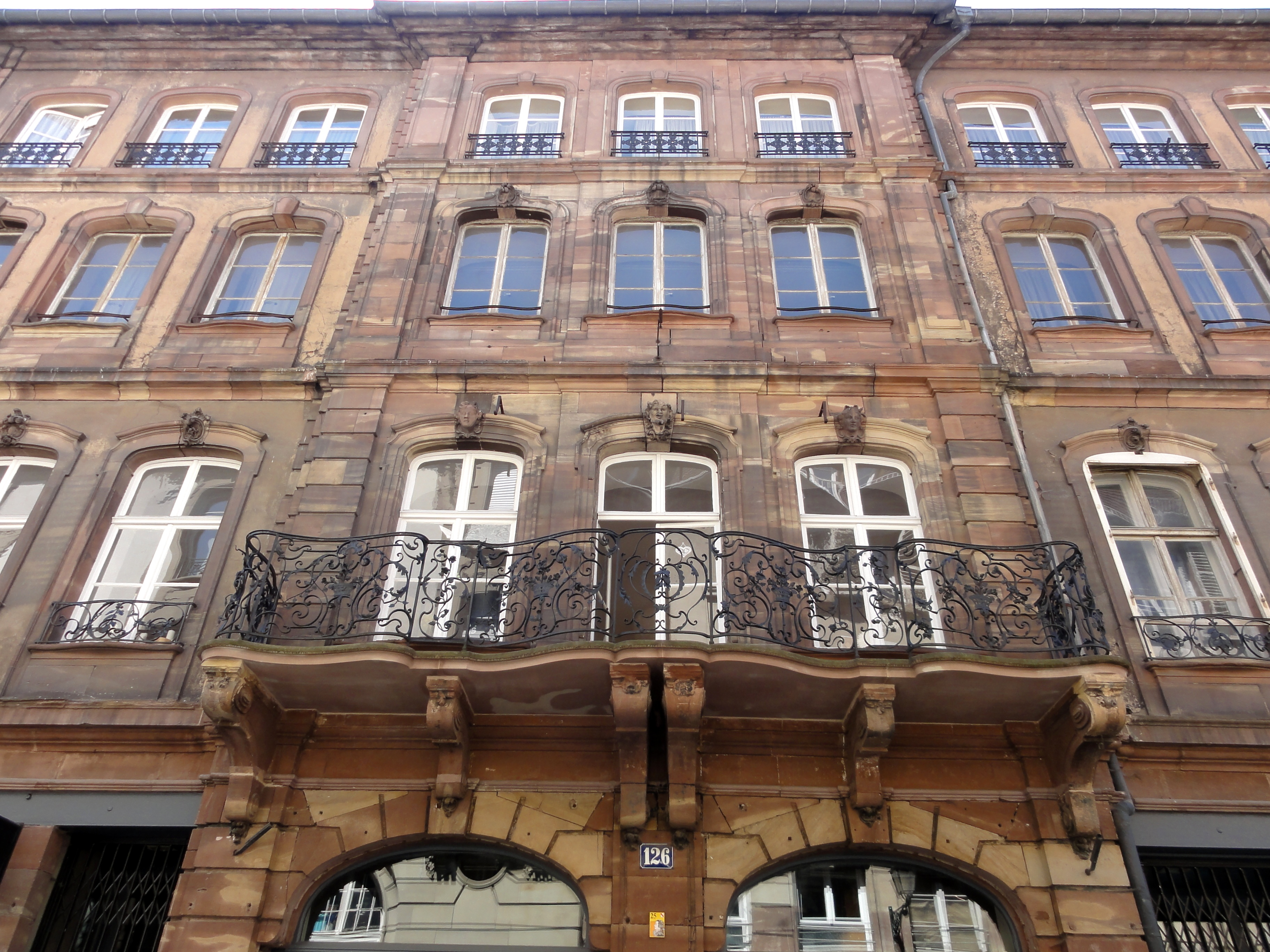
Façade de l'Hôtel de Choisy.